# Arbre de Sobrarbe
L'Arbre de Sobrarbe és un escut heràldic que es defineix de la següent manera: en camp d'or, una alzina desarrelada, amb set arrels, en els seus colors naturals, coronada amb una creu llatina tallada i de gules. Actualment constitueix el primer quarter del Escut de l'Aragó, la descripció i l'ús del qual està regulat per la "Llei sobre l'ús de la Bandera i Escut d'Aragó" (Ley 2/1984, de 16 de abril; B.O.A. n.o 5, de 18 de abril de 1984) en l'article 4rt:
Aquest escut fou creat a finals del segle XV i apareix per primer cop en la portada de "Crónica de Aragón" (1499), del monjo aragonès Gualberto Fabricio de Vagad. L'escut commemora la Llegenda del Regne de Sobrarbe i els seus Furs, i simbolitza les Llibertats aragoneses. Els seus precedents heràldics es remunten al segle x al Regne de Pamplona, i al Regne d'Aragó aparegueren durant el regnat de Sanç I d'Aragó i Pamplona (1063-1094), rei d'Aragó i Pamplona.

## Llegenda del Regne de Sobrarbe

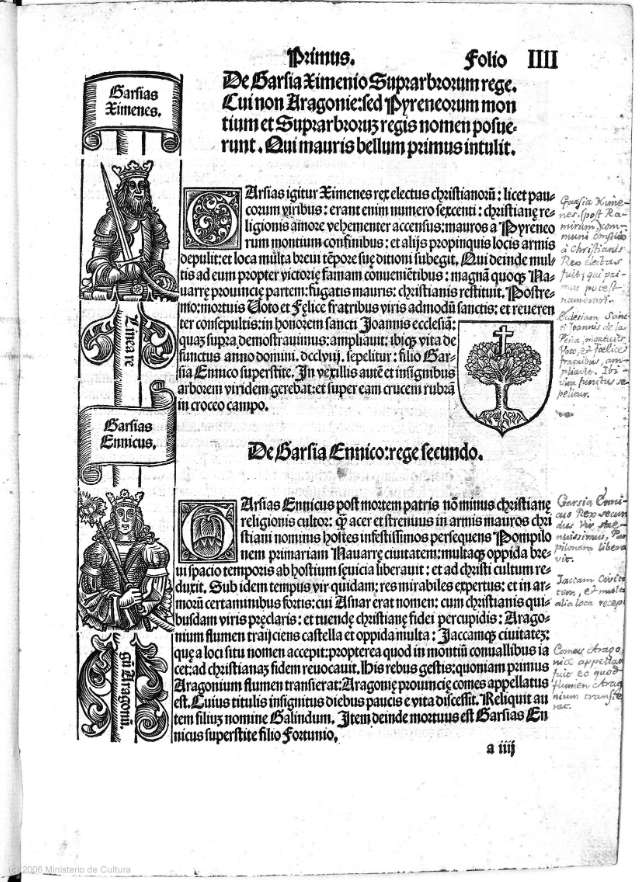
"De Aragoniae Regibus et eorum rebus gestis libri V"
(1509) Lucio Marineo Sículo
que recull la Llegenda del mític
Regne de Sobrarbe

La Llegenda del segle XV explica la història de l'imaginari Regne de Sobrarbe, que els cristians aragonesos es reuniren a "Espelunga de Galión", en el lloc on actualment hi ha el Monestir de Sant Joan de la Penya després de la conquesta islàmica de la península Ibèrica. Aleshores decidiren crear un exèrcit i lluitar contra l'invasor i escolliren com a cabdill en Garzía Ximéniz l'any 724.
Atès que els musulmans s'havien instal·lat a Jaca i disposaven d'una gran guarnició, les tropes aragoneses decidiren conquerir L'Aïnsa. Després d'un gran setge, la conqueriren i la fortificaren per protegir-se eficaçment. Finalment les tropes musulmanes atacaren L'Aïnsa, comptant amb el quàdruple de tropes que els aragonesos. La ciutat fou durament atacada i quan la derrota de les tropes aragoneses semblava imminent, aparegué del cel una creu vermella que davallà fins al capdamunt d'una alzina sobre un fons d'or. Les tropes aragoneses interpretaren el fet com un senyal en el que Déu els mostrava el seu suport, i els aragonesos contraatacaren provocant la fugida atemorida de les tropes musulmanes.
Garzía Ximéniz, per mostrar el seu agraïment, a "Espelunga de Galión" on hi havia una ermita dedicada a Sant Joan Baptista i actualment hi ha el Monestir de Sant Joan de la Penya va convertir Sant Joan Baptista en el seu patró i el dels seus descendents, i anomenaren el regne que crearen amb el nom de Sobrarbe (Sobre + Arbre), per tal com la creu havia aparegut sobre d'una alzina.
Des del segle xvi, al municipi de L'Aïnsa, hi ha un Creu coberta en el lloc on suposadament ocorregueren els fets, i cada dos anys, el primer cap de setmana de setembre o el darrer d'agost es commemora la mítica victòria contra els sarraïns en una festa anomenada "La Morisma".

## Origen

### Antecedents
Els antecedents heràldics de l'Arbre de Sobrarbe es remunten al segle x al Regne de Pamplona, quan apareix l'efígie d'un arbre coronat per una creu en alguna moneda, com en el Dinero de Jaca. Al Regne d'Aragó aparegueren durant el regnat de Sanç I d'Aragó i Pamplona, rei d'Aragó i de Pamplona (1063-1094). Aquestes representacions arbòries, comuns en el nord peninsular durant l'edat mitjana, representaven una creu processional o creu de les victòries cristianes, i eren portades a la batalla dalt d'una asta per un sacerdot.

### Creació
L'escut es va crear a finals del segle xv, quan aparegué per primer cop en la portada de "Crónica de Aragón" (1499), del monjo aragonès Gualberto Fabricio de Vagad. Tan sols unes dècades després, el també historiador aragonès Jerónimo Zurita, ja ho va considerar una simple invenció.

### Significació: "antes fueron leyes que reyes"
Historiadors aragonesos contemporanis com Guillermo Fatás Cabeza o Guillermo Redondo Veintemillas donen la hipòtesi que l'aparició de l'escut coincideix amb el moment històric que es vivia al tombant del segle xv. Aleshores, el rei Ferran II d'Aragó (1479-1516) intentava imposar un nou model de monarquia caracteritzada per l'autoritarisme i un model centralitzat d'estat, que xocava contra el model constitucionalista del Regne d'Aragó i del conjunt d'estats de la Corona d'Aragó, caracteritzats pel respecte a les Llibertats recollides en els Furs.
Així, al tombant del segle xv, es construí la Llegenda del Regne de Sobrarbe, que explicava que al segle viii els aragonesos d'aquell regne ja havien redactat unes lleis, els Furs de Sobrarbe, per a governar-se a si mateixos; després escolliren un rei i l'obligaren a jurar que respectaria i faria complir aquells Furs. La Llegenda del Regne de Sobrarbe es sintetitzava en la frase "antes fueron leyes que reyes", que per als aragonesos significava que les seves llibertats eren anteriors i, per tant, estaven per sobre i eren més legítimes que la mateixa institució monàrquica.

## Evolució
L'Arbre de Sobrarbe, malgrat ser el darrer símbol d'Aragó, s'incorporà ràpidament a l'imaginari històric aragonès, aparegueren cada vegada més habituals al llarg del segle xvi. El seu ús s'incrementà quan Felip II de Castella (1556-1598) durant les Alteracions d'Aragó feu executar l'any 1591 Joan V de Lanuza, el Justícia d'Aragó, i retallà significativament les Llibertats aragoneses a les Corts de Tarazona l'any següent (1592).

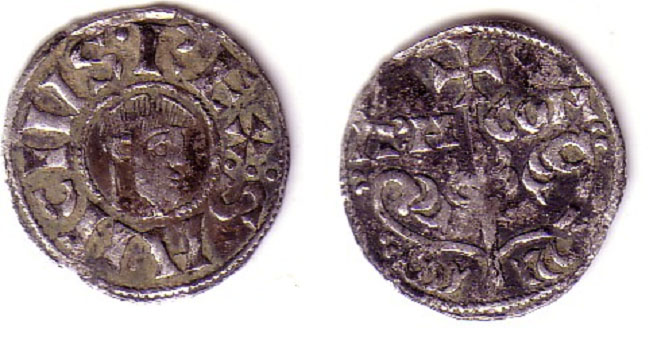
Precedent heràldic Moneda de Sanç I d'Aragó i Pamplona (1042-1094)
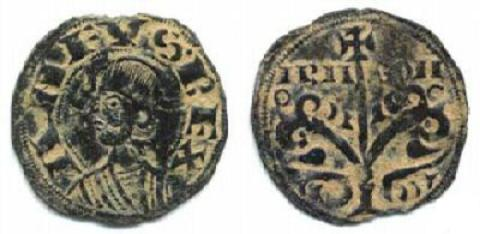
Precedent heràldic Moneda d' Alfons I d'Aragó (1104-1134)
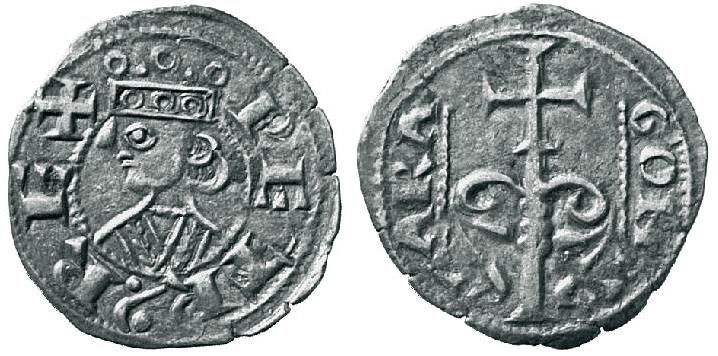
Precedent heràldic Moneda de Pere II d'Aragó (1196-1213)
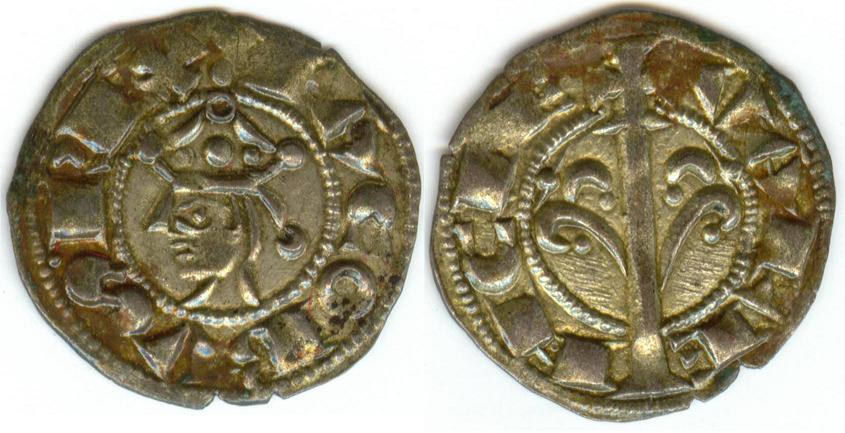
Precedent heràldic Moneda de Jaume I d'Aragó (1208-1276)
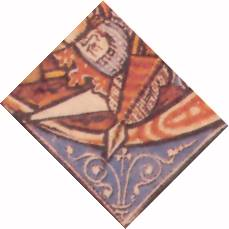
Precedent heràldic Miniatura del Vidal Mayor (1247-1252)
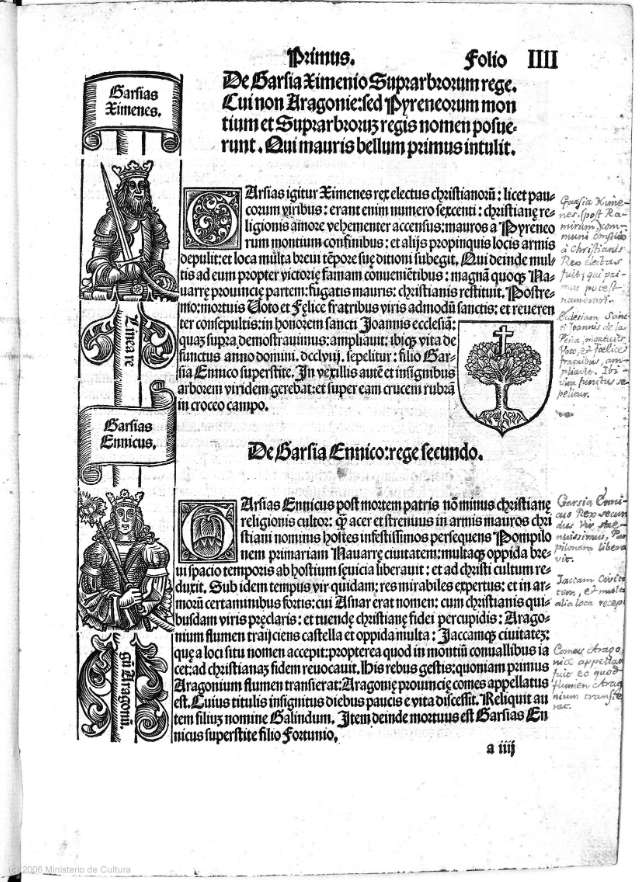
De Aragoniae Regibus (1509)
Escut anomenat Arbre de Sobrarbe
Escut de l'Aragó (actual i oficial)

### Edat mitjana
- Aragó, Jaume I d'. Llibre dels fets, segle XIII.
- Desclot, Bernat. Crònica de Bernat Desclot, segle XIV.
- Muntaner, Ramon. Crònica de Ramon Muntaner, segle XIV.
- Aragó, Pere IV d'. Crònica de Pere el Cerimoniós, segle XIV.
- (llatí) (aragonès) i (català) Aragó, Pere IV d'. Crònica de Sant Joan de la Penya, segle XIV.

### Edat Moderna
- (castellà) Vagad, Gualberto Fabricio de. "Crónica de Aragón"; Edició on-line, 1499.
- (llatí) Marineo Sículo, Lucio. "De Aragoniae Regibus et eorum rebus gestis libri V"; Edició on-line, 1509.
- (castellà) Marineo Sículo, Lucio; Molina, Juan de. "Crónica d'Aragón"; Edició on-line, 1524.
- (castellà) Viciana, Rafael Martí de. "Crónica de la ínclita y coronada ciudad de Valencia y de su Reyno"; Edició on-line, 1564.
- (llatí) Blancas y Tomás, Jerónimo de. "Aragonensium rerum commentarii"; Edició on-line, 1588.
- (castellà) Zurita y Castro, Jerónimo. "Anales de la Corona de Aragón"; Edició on-line, 1580.

### Edat Contemporània
- (castellà) «Cortes de Aragón (pàgina oficial)» p. Símbolos de Aragón: El Escudo. [Consulta: 15 gener 2009].
- (castellà) Dossier: Los símbolos de las Comunidades Autónomas Arxivat 2009-06-11 a Wayback Machine.
- (castellà) Sans i de Barutell, Joan de. "Memoria sobre el incierto origen de las barras de Aragón, antiguo blasón del condado de Barcelona.", 1812/1822.
- (castellà) Ibarra., E. "Cuál de los tres escudos sea el que más exactamente corresponde a Aragón", 1921.
- (castellà) Fatás Cabeza, Guillermo; Redondo Veintemillas, Guillermo. "La bandera de Aragón".  Ed. Guara (Colección Básica Aragonesa, 3), 1978.
- (castellà) Riquer, Martí de. En torno al origen del escudo de armas de los palos, llamados barras" (dins Gaceta numismática, nº. 61), 1981.
- (castellà) Fatás Cabeza, Guillermo; Redondo Veintemillas, Guillermo. "Palos de Aragón" (Gran Enciclopedia Aragonesa).  Gran Enciclopedia Aragonesa, vol. IX, 1981. Arxivat 2009-02-17 a Wayback Machine.
- (castellà) Udina i Martorell, Frederic. "Problemàtica acerca del escudo de los palos de gules"; pags. 45-68 (dins Seminario sobre Heráldica y Genealogía).  Institución «Fernando el Católico», 1989. ISBN 84-00-06841-6.
- (castellà) Menéndez Pidal de Navascués, Faustino. "Palos de oro y gules"; pàg. 669-704 (Studia in Honorem Prof. M. de Riquer).  Jaume Vallcorba, Quaderns Crema, vol. IV, 1991.
- Sans i Travé, Josep Maria. "Dietari o llibre de jornades (1411-1484) de Jaume Safont".  Ed. Pagès Editors, 1992. ISBN 84-7935-111-X.
- (castellà) Montaner Frutos, Alberto. "El señal del rey de Aragón: Historia y significado".  Institución «Fernando el Católico», 1995. ISBN 84-7820-283-8.
- (castellà) Fatás Cabeza, Guillermo; Redondo Veintemillas, Guillermo. "Blasón de Aragón: el escudo y la bandera".  Diputación General de Aragón, D.L., 1995. ISBN 84-7753-543-4.
- Fluvià i Escorsa, Armand. "Els Quatre Pals. L'escut dels Comtes de Barcelona".  Ed. Rafael Dalmau Editor (Episodis de la Història, 300), 1995. ISBN 84-232-0478-2.
- (castellà) Serrano Daura, Josep «La donació de Ramir II d'Aragó a Ramon Berenguer IV de Barcelona de 1137 i la institució del "casamiento en casa"; pàg. 7-14». Estudis Històrics i Documents dels Arxius de Protocols, nº. 15, 1997. ISSN: 0211-5425.
- (castellà) Menéndez Pidal de Navascués, Faustino. "Los reyes de Aragón"; pàg. 95-138 (Símbolos de España).  Centro de Estudios Políticos y Constitucionales, 2000. ISBN 9788425911101.
- P. Freixas, J.M. Nolla, L. Palahí, J. Sagrera, M. Sureda. "La catedral de Girona. Redescobrir la seu romànica. Els resultats de les recerques del projecte Progress".  Ajuntament de Girona, 2000. ISBN 84-86837-91-X.
- (castellà) Torres-Solanot y García de Buestelo, Ignacio de. "Barras de Aragón".  Torres-Solanot, 2002. ISBN 84-607-4148-6.
- (castellà) Jáuregui Adell, Juan. "Sobre el origen de los colores de la bandera cuadribandada"; pàgs. pags. 769-792 (dins Hidalguía: la revista de genealogía, nobleza y armas; nº295), 2002. ISBN ISSN 0018-1285.
- (castellà) Jáuregui Adell, Juan. "Estudio sobre los colores del sarcófago de la Condesa Ermessinde"; pàgs. 209-256 (als Annals de l'Institut d'Estudis Gironins, nº45), 2004. ISBN ISSN 0213-6228.
- (castellà) Conde, Rafael. "La bula de plomo de los reyes de Aragón y la cruz «de Alcoraz»", (dins d'Emblemata, XI), 2005, pàg. 59-82. ISBN ISSN 1137-1056.
- (castellà) Jáuregui Adell, Juan. "Sellos de los Condes de Barcelona y Reyes de Aragón"; pàgs. 209-256 (dins Hidalguía: la revista de genealogía, nobleza y armas; nº305), 2005. ISBN ISSN 0018-1285.
- (castellà) Redondo Veintemillas, Guillermo; Montaner Frutos, Alberto; García López, María Cruz. "Aragón en sus escudos y banderas".  Caja de la Inmaculada, 2007, págs. 19-20 (Col·lección Mariano de Pano y Ruata, 26). ISBN 978-84-96869-06-6..
- (castellà) Jáuregui Adell, Juan. "Las banderas de los cuatro palos" (dins Hidalguía: la revista de genealogía, nobleza y armas) (nº325, pàgs. 849-874) i (nº326, pags. 111-144), 2007 i 2008. ISBN ISSN 0018-1285.